# Kanton Louviers-Nord
Kanton Louviers-Nord (fr. Canton de Louviers-Nord) je francouzský kanton v departementu Eure v regionu Horní Normandie. Skládá se ze sedmi obcí.

## Obce kantonu
- Andé
- Heudebouville
- Incarville
- Louviers (severní část)
- Saint-Étienne-du-Vauvray
- Saint-Pierre-du-Vauvray
- Vironvay